# 谢尔河堡
谢尔河堡（法語：Château-sur-Cher，法語發音：[ʃato syʁ ʃɛʁ]）是法国多姆山省的一个市镇，位于该省西北部，和阿列省及克勒兹省两省接壤，属于里永区。谢尔河堡是谢尔河在多姆山省流经的唯一一个市镇。

## 地名
“谢尔河堡”（Château-sur-Cher）一名意即为“谢尔河畔的城堡”。

## 地理
谢尔河堡（46°7'2"N, 2°33'18"E）面积11.87 平方千米，位于法国奥弗涅-罗讷-阿尔卑斯大区多姆山省，该省份为法国中南部省份，北起阿列省接壤，东临卢瓦尔省，南至上盧瓦爾省和康塔爾省，西接科雷兹省和克勒兹省。
与谢尔河堡接壤的市镇（或旧市镇、城区）包括：圣马塞尔-昂马尔西亚、尚邦沙尔、沙龙、埃沃莱班、丰塔尼耶尔、圣伊莱尔、皮永萨附近圣莫里斯。
谢尔河堡的时区为UTC+01:00、UTC+02:00（夏令时）。

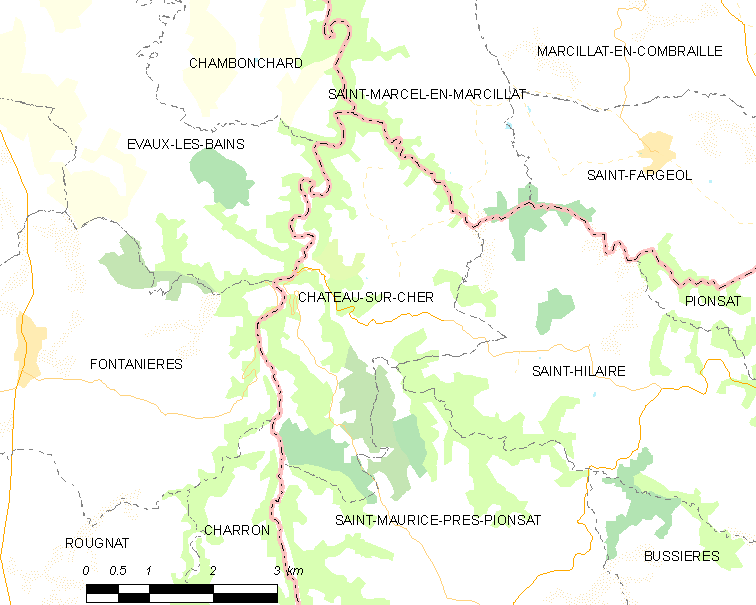
谢尔河堡的OSM定位图

## 行政
谢尔河堡的邮政编码为63330，INSEE市镇编码为63101。

## 政治
谢尔河堡所属的省级选区为圣埃卢瓦莱米讷县。

## 人口

1962-2008年间谢尔河堡人口变化图示

谢尔河堡于2022年1月1日时的人口数量为67人。